# Fulke Greville-Nugent
Fulke Southwell Greville-Nugent, 1er baron Greville (17 février 1821-25 janvier 1883), connu sous le nom de Fulke Greville jusqu'en 1866, est un homme politique libéral irlandais. 

## Biographie
Il est le deuxième fils d'Algernon Greville, De North Lodge à Hertford, et de Caroline Graham, deuxième fille de Bellingham Graham, 6e baronnet. 
Il est membre d'une branche cadette de la famille Greville dirigée par le comte de Warwick. 
Il siège comme député du comté de Longford en tant que libéral du 19 juillet 1852 à 1869, date à laquelle il est élevé à la Pairie du Royaume-Uni en tant que baron Greville, de Clonyn, dans le comté de Westmeath. Il adopte le nom de famille de Nugent-Greville par brevet royal en 1866. Il est ensuite Lord Lieutenant de Westmeath de 1871 à 1883 . 

## Vie privée
Le 28 avril 1840, Lord Greville épouse Rosa Emily Mary Anne Nugent, fille unique et héritière de George Nugent (1er marquis de Westmeath) et, sa première épouse, Emily Cecil (deuxième fille de James Cecil (1er marquis de Salisbury)). Ensemble, ils ont six enfants: 
- Algernon Greville (2e baron Greville) (1841–1909)[2].
- George Frederick Greville-Nugent (1842–1897).
- Robert Southwell Greville-Nugent (1847–1912).
- Reginald James Macartney Greville-Nugent (1848-1878).
- Patrick Emilius John Greville-Nugent (1852–1925), qui épouse Ermengarda Ogilvy le 5 juin 1882.
- Mildred Charlotte Greville-Nugent (décédée en 1906), qui épouse Alexis Huchet, marquis de La Bêdoyère le 26 août 1869

Lord Greville est décédé le 25 janvier 1883. 